# Keith E. Gubbins

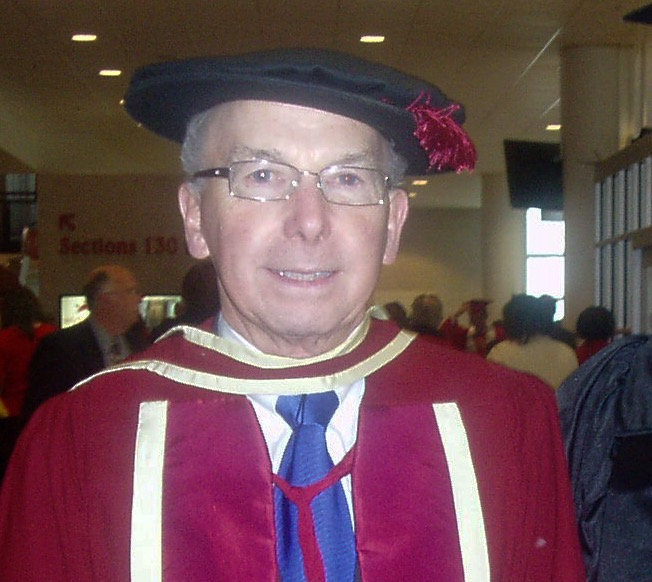
Keith E. Gubbins, 2010

Keith Edmund Gubbins (* 27. Januar 1937 in Southampton) ist ein britisch-US-amerikanischer Chemieingenieur und Physikochemiker.

## Leben und Wirken
Gubbins studierte am Queen Mary College und am King’s College der University of London, wo er 1962 mit einer Arbeit zur Chemietechnik promoviert wurde. Anschließend ging er als Postdoc an die University of Florida. Dort wurde er 1964 Assistant Professor, 1968 Associate und 1972 Full Professor. Im September 1976 wechselte er an die Cornell University auf den Lehrstuhl für Chemietechnik. Von 1983 bis 1990 war er Direktor der School of Chemical Engineering der Cornell University. 1998 wurde er emeritiert und ging als W. H. Clark Distinguished University Professor an die North Carolina State University in Raleigh. Dort ist er gegenwärtig Ko-Direktor des Center for High Performance Simulation. Außerdem war er von 2008 bis 2012 Direktor des Institute for Computational Science and Engineering.
Gubbins forschte seit Beginn der 1960er Jahre zur Theorie der Flüssigkeiten mittels Anwendung von Methoden der statistischen Physik. Diese Arbeiten setzte er während seiner Zeit an der Cornell University fort, wobei er sich auch dem Einsatz von Computersimulationsverfahren zur Berechnung der thermodynamischen Eigenschaften von Vielteilchensystemen zuwandte. Mit seinen Mitarbeitern an der Cornell University formulierte er unter anderem eine neue Zustandsgleichung für assoziierende Flüssigkeiten (Statistical Associating Fluid Theory, SAFT). Diese Publikation gehört zu seinen vielen Arbeiten, die international beachtet wurden. Er publizierte bisher mehr als 500 wissenschaftliche Aufsätze. Er gehört zu den meistzitierten Autoren auf dem Gebiet der chemischen Technik, und sein Hirsch-Index ist höher als 60.
Er war Gastprofessor in mehreren Ländern und erhielt zahlreiche Preise und Ehrungen. 1986–1987 war er Guggenheim-Stipendiat. 1989 wurde er aufgrund seiner Pionierleistungen bei der Anwendung von Methoden der statistischen Mechanik und von Computersimulationen auf technisch interessante Systeme in die National Academy of Engineering aufgenommen. 2003 wurde er Fellow des American Institute of Chemical Engineers. 2007 erhielt er den Joel Henry Hildebrand Award der American Chemical Society.

## Schriften (Auswahl)
- Thomas M. Reed, Keith E. Gubbins: Applied Statistical Mechanics. McGraw-Hill, New York 1973, ISBN 978-0-07-051495-9, S. 496.
- K. E. Gubbins, N. Quirke (Hrsg.): Molecular Simulation and Industrial Applications: Methods, Examples and Prospects. Gordon and Breach, London 1996, ISBN 978-90-5699-005-3, S. 537.
- C. G. Gray, K. E. Gubbins: Theory of Molecular Fluids. Volume 1: Fundamentals (= Chemical Engineering Series). Oxford University Press, Oxford 1984, ISBN 978-0-19-855602-2.
- C. G. Gray, K. E. Gubbins, C. G. Joslin: Theory of Molecular Fluids. Volume 2: Applications (= Chemical Engineering Series). Oxford University Press, Oxford 211, ISBN 978-0-19-855621-3.